# Caladenia Island
Caladenia Island ist eine unbewohnte Insel im australischen Bundesstaat Western Australia. Die Insel gehört zu den Montebello-Inseln, einer Inselgruppe im Indischen Ozean. Sie ist 83 Kilometer vom australischen Festland entfernt. 
Sie ist 200 Meter lang, 30 Meter breit und zwei Meter hoch. Die Nachbarinseln heißen Crocus Island, Ipomoea Island und Kunzea Island.